# アチ族
アチ族（アチぞく、AchiまたはAchí）は、マヤ人に属する民族で、グアテマラの主にバハ・ベラパス県に居住する。マヤ語族のアチ語を話す。エスノローグではラビナルのラビナル・アチとその西のクブルコ・アチの2方言に分けている。アチ語はキチェ語に近く、キチェ語の方言とされることもあるが、キチェ族とアチ族は民族的・歴史的に独立している。
2002年の統計では105,992人の人口があり、これはグアテマラのマヤ人全体の2.4パーセントを占める。
アチ族には独自の織物があり、ラビナルの文様は幾何学模様の多さで知られる。伝統的な舞踊劇であるラビナル・アチは2008年にUNESCOの無形文化遺産に加えられた。
グアテマラ内戦の有名な虐殺であるプラン・デ・サンチェスの虐殺 (Plan de Sánchez massacre) やリオ・ネグロの虐殺 (Río Negro massacres) で殺されたのはアチ族である。アチ族は国際連合の組織した歴史解明委員会によって1999年に政府がジェノサイド政策の対象としたと結論づけられた4つの集団のひとつであった。ラビナルには虐殺の記憶をとどめるための博物館が2001年に設立された。